# Hagia Sofia, Trabzon

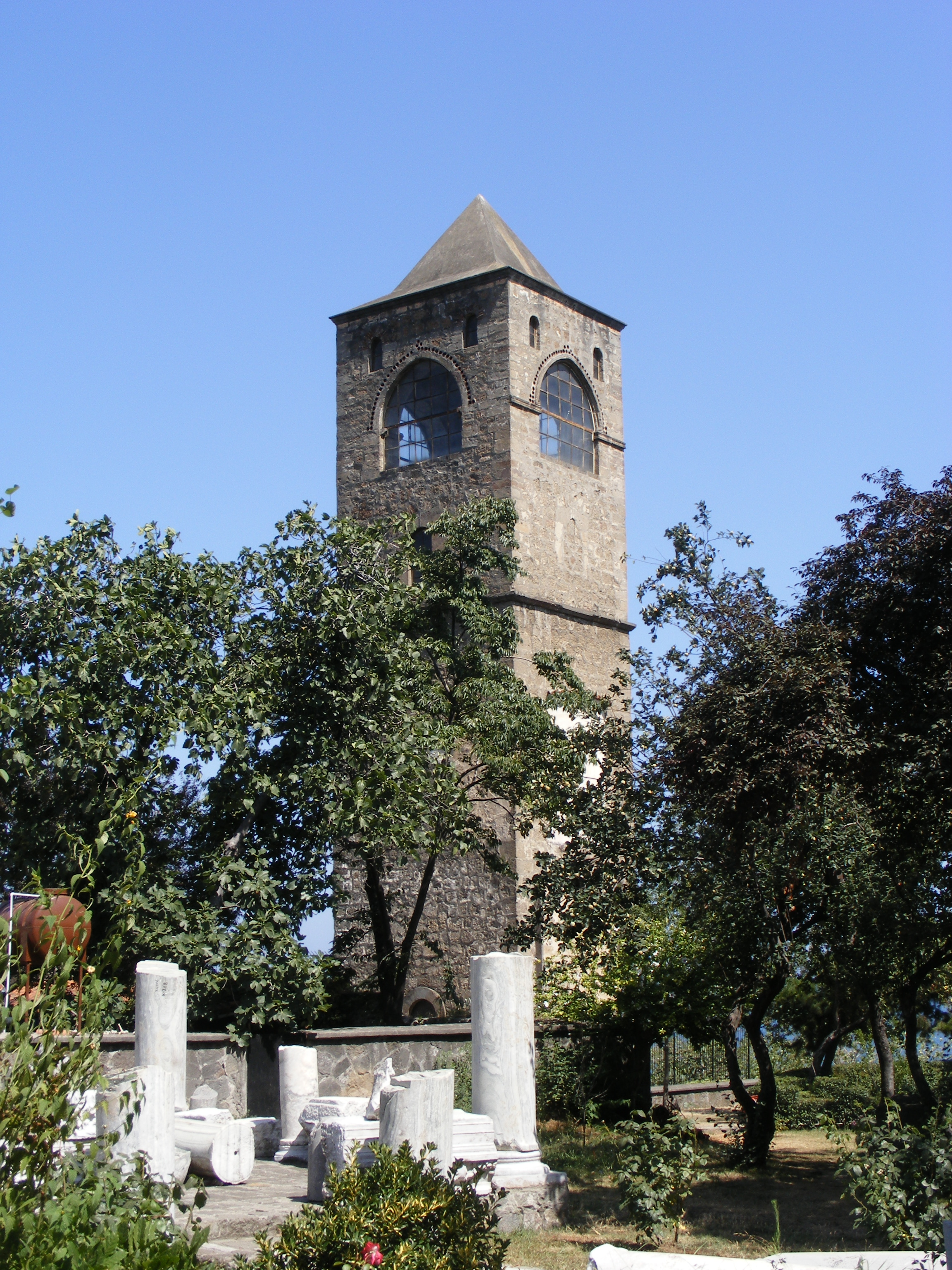
Klocktornet.

Hagia Sofia (grekiska: Ἁγία Σοφία, vilket betyder "Helig vishet" turkiska: Ayasofya), numera Hagia Sofia museum, är en tidigare grekisk-ortodox kyrka som ligger i staden Trabzon i nordöstra delen av Turkiet. Kyrkan härstammar från 1200-talet när Trabzon var huvudstad i Kejsardömet Trabzon. Byggnaden ligger nära stranden och tre kilometer väster om den medeltida stadens gränser. Byggnaden är en av ett dussin bysantinska platser som fortfarande finns kvar i området och "anses vara ett av de finaste exemplen på bysantinsk arkitektur."

## Historik
Hagia Sofia uppfördes i Trabzon under Manuel I:s regeringstid som varade mellan 1238 och 1263. Äldsta graffitin som har ristats i kyrkans absider innehåller årtalen 1291 och 1293. När Mehmet II erövrade staden 1461, blev kyrkan möjligen omvandlad till en moské och dess fresker överputsade. Andra forskare antyder att dess omvandling inte ägde rum förrän år 1584, eftersom den stod flera kilometer utanför stadsmurarna. Klostret intill fortsatte att användas av munkar så sent som 1701, när den franske botanisten Tournefort fann att de fortfarande bodde där. Troligen övergav munkarna så småningom den byggnad som inte lyckats skydda dem från trakasserier och plundring, och att turkarna övertog klostret utan att behöva driva bort munkarna. 
Under första världskriget och under en kort tid efteråt, var staden ockuperad av ryska militären och byggnaden användes då som provisoriskt sjukhus och depå. Därefter återställdes den till moské och var sådan fram till 1964 då den omvandlades till ett museum - vilket den har förblivit sedan dess. Mellan 1958 och 1964 upptäcktes kvarvarande fresker och dessa konserverades med hjälp av experter från Edinburghs universitet och generaldirektoratet för stiftelser. En expert som deltog i arbetet uppskattade att inte mer än en sjättedel av de ursprungliga dekorationerna hade klarat sig. Allt som klarade sig, tros vara originalverk utförda strax efter kyrkans konstruktion, och anses vara en del av den bysantinska "Palaiologiska renässansen".
Hagia Sofia kyrkan är ett viktigt exempel på sen bysantinsk arkitektur, som kännetecknas av en hög central kupol och fyra stora kolonner med valv som stöder vikten av kupolen och taket. Nedanför kupolen finns en Opus sectile beläggning av flerfärgade stenar. Kyrkans planform består av ett kors i kvadrat, men med en exteriör som har formen av ett kors tack vare framträdande terrasser i norr och söder. Strukturen är 22 meter lång, 11,6 meter bred och 12,7 meter hög. Freskerna från slutet av 1200-talet, som upptäcktes vid restaureringen under ledning av Edinburghs universitet, illustrerar teman från Nya Testamentet. Yttre figurativa reliefer i sten och annan ornamentik är i linje med lokala traditioner som finns i Georgien och Armenien. 24 meter väster om kyrkan står ett högt klocktorn som är 40 meter högt. Det byggdes 1427 och innehåller även fresker.

### Omvandling till moské
År 2012 lämnade de religiösa myndigheterna (Diyanet) in en stämningsansökan mot kulturministeriet och hävdade att departementet hade "olagligt ockuperat" kyrkan under några decennier. Diyanet vann målet om att få äganderätten till byggnaden. Den 5 juli 2013 var den tidigare kyrkan delvis ombyggd till en moské enligt lokala Waqf i Trabzon, som är ägare av egendomen. Återuppbyggnadsarbeten har redan påbörjats. Vissa fresker var övertäckta och golvet täckt av en matta. Muftin i den turkiska provinsen Trabzon sade att "arbetena för att öppna Hagia Sofia moskén i staden för att återigen praktisera böner pågår", och att "under bönen kommer väggmålningar övertäckas av gardiner". Den lokala föreningen av arkitekter i Trabzon lämnade in en stämningsansökan mot ministeriet för religiösa frågor gällande omställningsplanen. En lokal domare bestämde att omvandlingen av den tidigare kyrkan var olaglig, och beordrade att kyrkan skulle förbli museum.

## Galleri

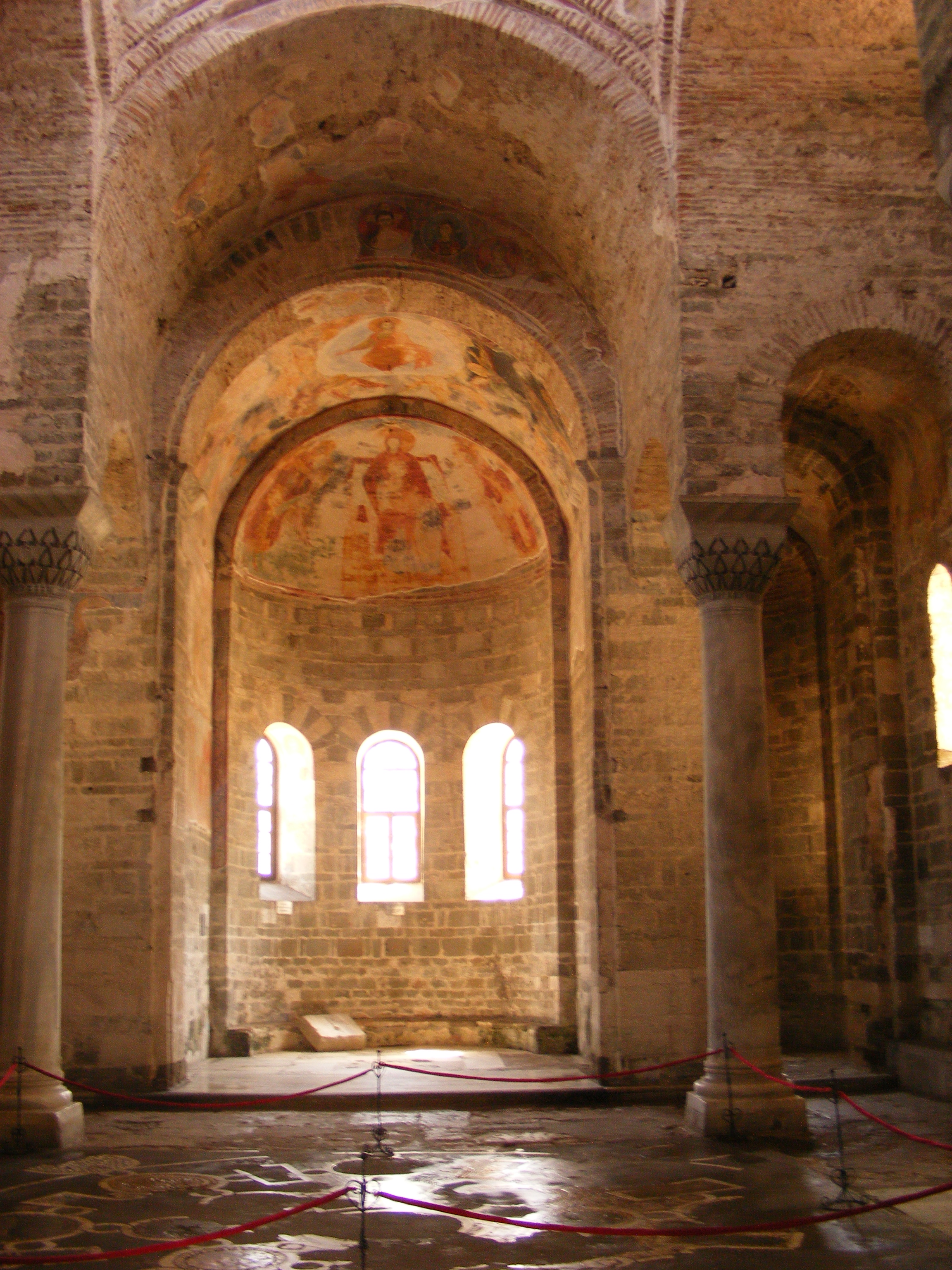
Interiör.
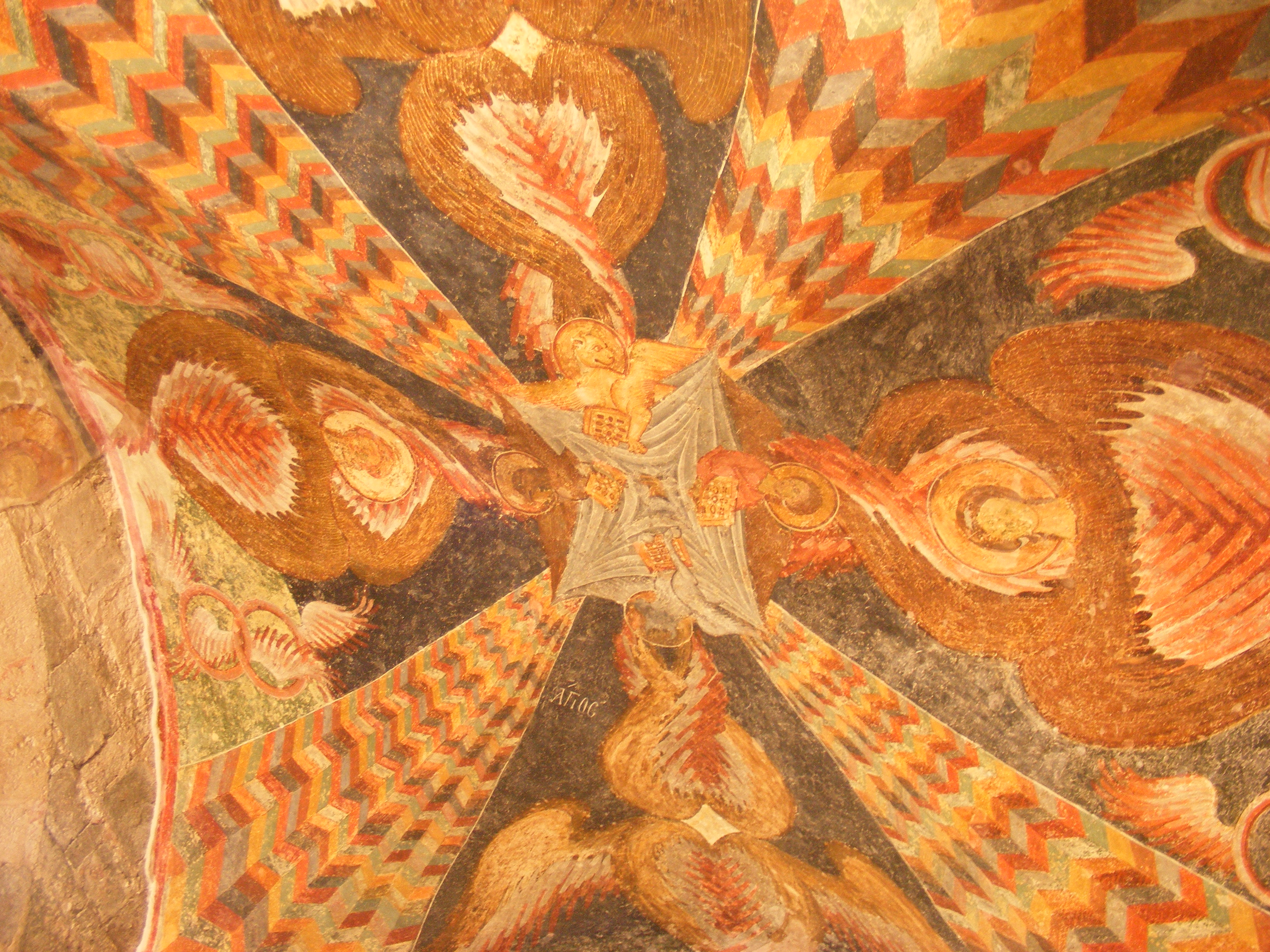
Fresker.
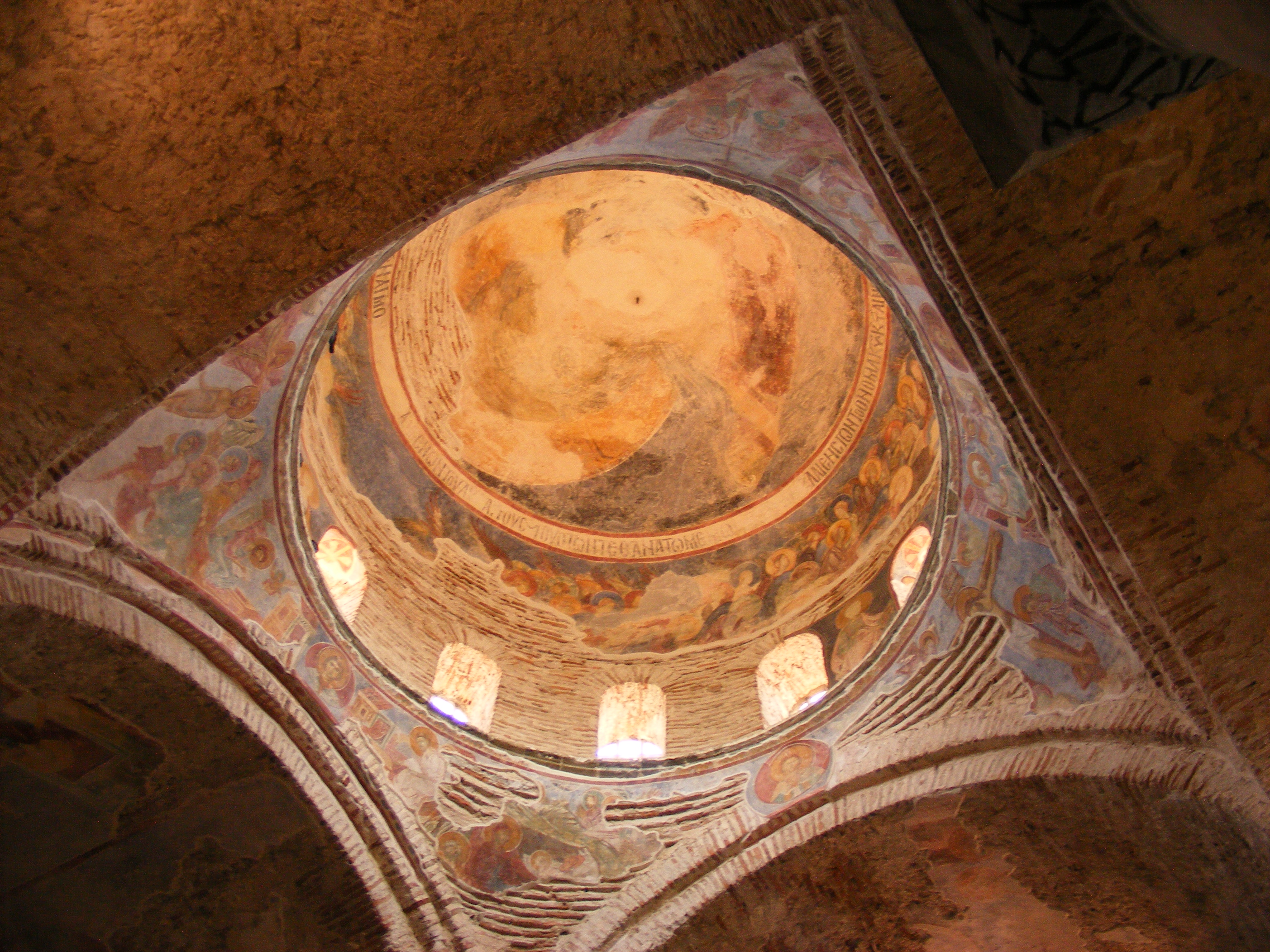
Fresker i kupolen.
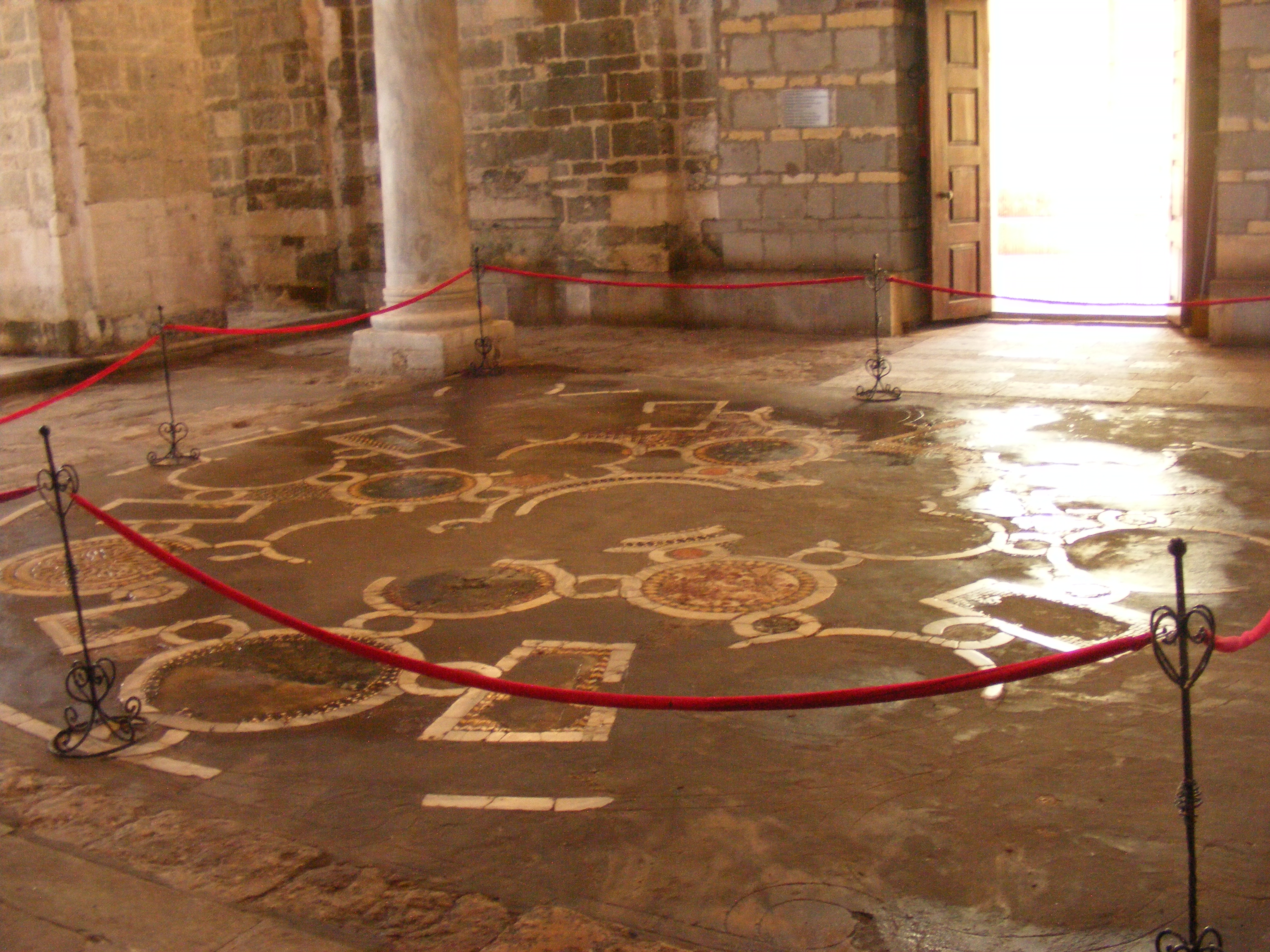
Golv.